# Mont Westdahl
El mont Westdahl és un estratovolcà de la serralada Aleutiana, a l'estat d'Alaska, als Estats Units. Es troba a l'illa d'Unimak, prop de l'extrem occidental de la península d'Alaska. El cim s'eleva fins als 1.564 msnm i la darrera erupció va tenir lloc de 1991 a 1992.